# Euristeo
Euristeo (in greco antico: Εὐρυσθεύς?, Eurysthèus) è un personaggio della mitologia greca, figlio di Stenelo e Nicippe e cugino di Alcmena.

## Mitologia
Zeus aveva stabilito che i troni di Tirinto e di Micene sarebbero stati destinati al primo nato della stirpe di Perseo cercando, in questo modo, di far salire al trono suo figlio Eracle. Sua moglie Era, però, intervenne facendo in modo che prima di Eracle nascesse Euristeo, che divenne così il re delle due città.
Era fece in modo che Eracle fosse anche sottomesso ad Euristeo, che ne sfruttò le potenzialità per fargli compiere una serie di imprese al di là di ogni forza umana, divenute note come le dodici fatiche di Eracle.
Temendo una vendetta degli Eraclidi (i figli di Eracle), Euristeo li braccò ovunque, fino ad Atene, dove fu respinto. Illo, figlio di Eracle, lo inseguì e lo uccise, tagliandogli la testa e consegnandola alla nonna Alcmena, che oltraggiò il cadavere di Euristeo strappando via gli occhi dalle orbite.
Egli aveva una figlia, Admeta ed un figlio, Alessandro.
E proprio per la figlia Admeta, desiderosa di avere il Cinto di Ippolita, che Eracle, per ordine di Euristeo, compì la nona delle dodici fatiche: combatté contro la Amazzoni, riportò la vittoria e conquistò il cinto per la giovane Admeta. Secondo altre fonti (Pindaro su tutte), non fu Illo ad uccidere Euristeo bensì Iolao, nipote di Eracle, ringiovanito miracolosamente per l'occasione.